# خرتا
خرتا (به صربی: Hrta) یک منطقهٔ مسکونی در صربستان است که در پریژپولجه واقع شده‌است. خرتا ۱۳۰ نفر جمعیت دارد.